# Elecciones legislativas de Colombia de 1953
En marzo de 1953 se convocaron elecciones para el Congreso de Colombia, durante el gobierno conservador de Roberto Urdaneta Arbeláez. Debido a la situación de orden público en la que se encontraba el país, se trató de una elección atípica en la cual sólo concurrieron candidatos del oficialismo conservador. Por su parte, el Partido Liberal se abstuvo de participar, al igual que el sector del conservatismo denominado "independiente", en cabeza de los dirigentes Gilberto Alzate Avendaño, Juan Uribe Cualla y Carlos Augusto Noriega, entre otros.
Igualmente, los representantes elegidos en estos comicios no tomaron posesión de su cargo, debido al golpe de Estado del 13 de junio de 1953, donde el presidente titular Laureano Gómez fue depuesto por el general Gustavo Rojas Pinilla. En su lugar se instaló la Asamblea Constituyente convocada por el propio gobierno de Gómez y Urdaneta.

## Resultados
| Partido                   | Votos     | %   | Escaños |
| ------------------------- | --------- | --- | ------- |
| Partido Conservador       | 1'025.409 | 100 | 76      |
| Escaños vacantes          | –         | –   | 56      |
| Votos en blanco y nulos   | 2.914     | –   | –       |
| Total                     | 1,028,323 | 100 | 132     |
| Registered voters/turnout |           |     | –       |

## Fuente
- Dieter Nohlen (Editor), Elections in the Americas. Vol 2: South America. Oxford University Press, 2005